# Michael Traugott Pfeiffer
Michael Traugott Pfeiffer (* 5. November 1771 in Wülfershausen, Bayern; † 20. Mai 1849 in Wettingen, Kanton Aargau) war ein Schweizer Musikpädagoge. Zusammen mit Hans Georg Nägeli war er einer der Pioniere der Schweizer Chorbewegung zu Beginn des 19. Jahrhunderts.

## Leben
Pfeiffer wuchs als Sohn eines Kantors und Lehrers in der würzburgischen Region auf und machte durch seine musikalische Begabung früh auf sich aufmerksam. Auf Anregung des Regierungspräsidenten Franz Ludwig von Erthal wurde er in Würzburg ausgebildet, um dessen Privatsekretär zu werden. Pfeiffer entschied sich jedoch, in der Westschweiz Französisch zu lernen und zog 1792 zunächst zu einer Tante nach Solothurn. Mit den Unruhen der Französischen Revolution, die sich auch in der Waadt bemerkbar machten, verblieb er in Solothurn und arbeitete als Musik- und Sprachlehrer sowie als Journalist.
Nach dem Ableben seines Förderers Erthal 1795 und der vorläufigen Beruhigung der Revolutionswirren versuchte Pfeiffer, in Morges und Genf Fuss zu fassen, kehrte aber 1800 nach Solothurn zurück und arbeitete drei Jahre für die kantonale Verwaltung, zuletzt als Sekretär des Regierungsstatthalters. 1803 besuchte er einen Lehramtskurs bei Johann Heinrich Pestalozzi in Burgdorf und unterrichtete danach mit dessen Methoden an einer Privatschule, was die klerikal beeinflusste Regierung aber untersagte.
Über den Stadtschullehrer Hieronymus Halder, mit dem er die Ausbildung in Burgdorf absolvierte, gelangte Pfeiffer nach Lenzburg und gründete dort 1805 eine Singgesellschaft und mit Unterstützung des dortigen Dekans Johann Hünerwadel ein Schulinternat. Pfeiffer baute in Lenzburg eine eigentliche Musiktradition auf und wurde 1809 mit einer goldenen Medaille der Stadt ausgezeichnet. Er schrieb die Texte einiger Lieder seines Zürcher Kollegen Hans Georg Nägeli und veröffentlichte mit ihm 1810 eine gemeinsame „Gesangsbildungslehre nach Pestalozzischen Grundsätzen“ sowie weitere Folgewerke. 1816 erhielt Pfeiffer das Schweizer Bürgerrecht.
Ab 1808 unterrichtete er auch die oberste Klasse der Deutsch- und Lateinschule und leitete zwei Sommerkurse zur Ausbildung junger Lehrer. Dies wiederholte er in den Folgejahren und legte so den Grundstein für das spätere Aargauische Lehrerseminar, das 1822 errichtet wurde. Pfeiffer sollte diesem als Direktor vorstehen, lehnte jedoch zu Gunsten einer Stelle als Altsprachenlehrer an der Kantonsschule Aarau ab. 1833 kehrte er als Musiklehrer ans Lehrerseminar zurück, das 1836 nach Lenzburg verlegt wurde. Pfeiffer kehrte in seine Wahlheimat zurück und unterrichtete am Lehrerseminar fortan als Orgellehrer.
1846 zog das Lehrerseminar ins säkularisierte Kloster Wettingen, wo Pfeiffer nach seiner Pensionierung seinen Lebensabend verbrachte. Er war mit Elisabetha Amiet († 1830) aus Solothurn verheiratet. Ihr einziges Kind Josephine (* 1805) war mit dem einflussreichen Politiker Augustin Keller verheiratet.